# Polydesmus geochromus
Polydesmus geochromus är en mångfotingart som beskrevs av Carl Graf Attems 1952. Polydesmus geochromus ingår i släktet Polydesmus och familjen plattdubbelfotingar. Inga underarter finns listade i Catalogue of Life.